# Apalis argentea
El apalis de Moreau (Apalis argentea) es una especie de ave paseriforme de la familia Cisticolidae endémica de la región de los Grandes Lagos de África. Anteriormente se consideraba una subespecie el apalis gorgirrufo (Apalis rufogularis).

## Distribución y hábitat
El apalis de Moreau se encuentra únicamente en los bosques tropicales de los montes que rodean al lago Tanganica. Está amenazado por la pérdida de hábitat.